# Чокетти, Дженнифер
Дженнифер Чокетти (итал. Jennifer Ciochetti, 2 декабря 1984, Эдмонтон, Альберта) — канадская бобслеистка итальянского происхождения, разгоняющая, выступает за сборную Канады с 2006 года. Чемпионка мира, обладательница нескольких медалей различных этапов Кубка мира, участница зимних Олимпийских игр в Сочи.

## Биография
Дженнифер Чокетти родилась 2 декабря 1984 года в городе Эдмонтон, провинция Альберта. С юных лет увлекалась спортом, а поступив в Альбертский университет, стала выступать за студенческую команду по лёгкой атлетике, бегала спринт. В 2006 году решила попробовать себя в бобслее, прошла отбор в национальную команду и присоединилась к сборной в качестве разгоняющей. Первое время её партнёршей-пилотом была Хелен Аппертон, Чокетти смогла проявить себя уже в дебютном сезоне, завоевав две бронзы на этапах Кубка мира в американском Парк-Сити и итальянском Кортина-д’Ампеццо. На первом для себя чемпионате мира, прошедшем в швейцарском Санкт-Морице, заняла шестое место.
Не менее благоприятным в плане персональных достижений получился и следующий сезон, когда они с Аппертон взяли на Кубке мира две золотых награды и одну серебряную. На мировом первенстве 2008 года в немецком Альтенберге спортсменка была очень близко к призовым местам, но по итогам всех заездов заняла лишь четвёртую позицию. Впоследствии продолжила выступать на высоком уровне, занимая близкие к призовым места, разгоняла Кейли Хамфрис, сама провела несколько соревнований в роли пилота. В 2012 году на чемпионате мира в Лейк-Плэсиде вместе с Хамфрис выиграла золотую медаль в женских двойках, а также взяла бронзу в состязаниях смешанных команд по бобслею и скелетону.
В 2014 году Чокетти побывала на Олимпийских играх в Сочи, где финишировала тринадцатой в программе женских двухместных экипажей.